# BBC Knowledge
BBC Knowledge byl televizní kanál veřejnoprávní BBC. Vysílal od června 1999 do března 2002.

## Historie
BBC chtěla už několik let před spuštěním BBC Knowledge jít do světa digitálního vysílání. První krok se uskutečnil v roce 1996, kdy uzavřela smlouvu na šíření digitálního vysílání se společností Flextech, která také vlastnila satelitní síť UKTV společně s BBC Worldwide, komerční dceřinou společností BBC.
Nastala otázka, jak bude nový kanál s plánovaným názvem BBC Learning vysílat. Jestli pod hlavičkou BBC stejně jako BBC Choice a bez reklamy, anebo s reklamou, jak to chtěl Flextech. BBC nakonec docílila kompromisu, že BBC Choice a BBC Learning budou vysílat jako kanály BBC bez reklam a případné další kanály budou spouštěny pod jménem UKTV, ale budou patřit pod BBC. Těsně před spuštěním se kanál přejmenoval na BBC Knowledge.
Kanál byl spuštěn 1. června 1999 a vysílal 6 hodin denně.

## Program
Do listopadu roku 2001 byl kanál koncipován jako interaktivní televize propojená s internetovými stránkami zaměřená na vzdělávání hlavně dětí a mládeže, ale i dospělých. Hlavními pořady byly Bitesize Etc., spin-off populárního vzdělávacího pořadu Bitesize, který pomáhal a radil mládeži jak úspěšně zvládnout GCSE (General Certificate of Secondary Education, britská obdoba našeho vysvědčení na středních školách) a The Kit, který děti oslovoval online a pomáhal jim adaptovat se s novými technologiemi.
17. listopadu 2001 byl kanál přeměněn na dokumentární kanál, programovaný do tematických zón a nově vysílal 24 hodin denně (dříve dopoledne do 12 hodin o víkendech). Byl také jakousi „testovací půdou“ budoucího kanálu BBC Four, který jej později nahradil. Důvodem této změny byla malá sledovanost kanálu a také nefunkčnost konceptu interaktivního kanálu propojeného s internetem.

## Zánik
Již v říjnu 2000 existovaly plány na nahrazení BBC Choice a BBC Knowledge novými kanály BBC Three a BBC Four. Samotné spuštění nových kanálů BBC plánovala na rok 2001. Tyto plány se ukázaly nereálné, proto byly kanály tzv. rebrandovány, tedy měly změněnou vizuální identitu a program. Nakonec BBC Knowledge ukončil vysílání 2. března 2002.